# Heinrich Thyssen
Pour les articles homonymes, voir Thyssen.
Heinrich Thyssen (depuis 1907, Heinrich baron Thyssen-Bornemisza de Kászon), né le 31 octobre 1875 à Mülheim an der Ruhr, et mort le 26 juin 1947 à Lugano (Suisse), est un industriel allemand, surtout connu pour sa collection d'art.

## Biographie
Fils d'August Thyssen, Heinrich Thyssen est, notamment, le père de Hans Heinrich von Thyssen-Bornemisza.
Alors que son frère Fritz dirige l'empire industriel familial, il s'installe en Hongrie, où il épouse la baronne Margit Bornemisza de Kászon. Le père de cette dernière, chambellan KuK et sans descendance masculine, adopte son gendre en 1907, lui transmettant son titre de baron avec l'autorisation de l’empereur François-Joseph.
Le couple fuit la Hongrie à l'époque du régime de Bela Kun et se réfugie aux Pays-Bas où naît leur quatrième enfant, Hans Heinrich. Heinrich participe à la gestion du groupe familial, notamment au sein de la Bank voor Handel qui finance le parti nazi et gère des actifs aux États-Unis à travers sa filiale, l'Union Banking Corporation.
En 1932, le couple divorce. 

Heinrich, aussitôt, se remarie à Bruxelles le 29 août 1932 avec Else Zarske, connu sous le nom de Maud (née à Thorn, 17 avril 1909)  et s'installe à Lugano. Cette dernière entretient une liaison avec "le prince" Alexis Mdivani, joueur de polo d'origine géorgienne (liaison révélée en 1935 à la suite d'un accident d'automobile médiatisé, où Mdivani est tué,). Heinrich, sans nouvelle descendance, divorce une seconde fois et se remariera quelques mois plus tard, le 15 novembre 1937, à Berlin avec Gunhild von Fabrice.

### La collection d'art
À Lugano, Heinrich se consacre à l'accroissement de sa collection de tableaux anciens, profitant des conditions de marché exceptionnelles créées par la crise de 1929. 

Avec lui, la collection Thyssen devient généraliste : il acquiert aux États-Unis de rares tableaux des XIVe et XVe siècles, primitifs italiens et flamands, et œuvres de la Renaissance allemande, puis collectionne la plupart des grands noms de l'art occidental des XVIe, XVIIe et XVIIe[Quoi ?] siècles.
La collection sera cédée à l'Espagne en 1993, constituant le musée Thyssen-Bornemisza de Madrid.

## Référence
1. ↑  (en) Alice-Leone Moats, The Million Dollar Studs, New York, Delacorte Press, 1977, 1st éd., p. 126
2. ↑  (en) "Baroness Maud von Thyssen is injured in accident with Prince Alexis Mdivani, Berlin, 1935", UCLA Library Digital Collections, Los Angeles Times, Août 1935.

- Notices d'autorité :   - VIAF
  - ISNI
  - BnF (données)
  - IdRef
  - LCCN
  - GND
  - Pays-Bas
  - Israël
  - NUKAT
  - WorldCat
- Ressource relative à la vie publique :   - Documents diplomatiques suisses 1848-1975
- Ressource relative aux beaux-arts :   - RKDartists
- Notices dans des dictionnaires ou encyclopédies généralistes :   - Brockhaus
  - Den Store Danske Encyklopædi
  - Deutsche Biographie
  - Dictionnaire historique de la Suisse
  - Munzinger